# Holograf
Holograf és una banda de rock de Romania. Des de la seva fundació el 1978, Holograf ha publicat 18 àlbums. La banda va guanyar el 2013 el Premi a l'Excel·lència en els premis Romanian Media Music Awards, els premis al millor artista de pop-rock i a la millor cançó de pop-rock a la gala dels premis Radio Romania Music Gala del 2014 i va ser nominada diverses vegades als Romanian Music Awards al millor grup i a la millor cançó.

## Història
La banda Holograf van fundar-la al 1978 Mihai Pocorschi (guitarra, veu), Eugen Sonia (guitarra baixa), Cristian Lesciuc (guitarra solista) i Boris Petroff (bateria). El 1979 es van incorporar Edi Petroșel (bateria) i Tino Furtună (teclats) que encara formen part de la banda.
La banda va rebre premis al Club A Festival i en altres festivals, cosa que va els va permetre signar amb Electrecord, el segell romanès més gran en aquell moment, i va llançar Holograf 1 el 1983. Al 1985, el cantant de la banda passa a ser Dan Bittman. El 1988 Holograf van llençar Holograf III, que va vendre més de 200.000 còpies. Holograf va continuar fent música durant els anys vuitanta i noranta, amb gires a l'estranger per països com Bulgària, l'URSS, Alemanya de l'Est, Polònia, Corea del Nord i els Països Baixos. L’abril de 1990 Holograf va actuar al Festival Printemps de Bourges. Des del 2000, ha publicat nous àlbums, com per exemple, "Pur și simplu" (2003).
La banda és coneguda per èxits com Banii vorbesc, Dincolo de nori (que Dan Bitman també va cantar a Eurovision Song Contest 1994), Ți-am dat un inel, Undeva departe, Să nu-mi iei niciodată dragostea, Viața are gust o Cât de departe. El novembre del 2000, Holograf va llançar Holografica, que es va vendre en més de 100.000 exemplars en les dues primeres setmanes. El 2003 la banda va llançar Pur și simplu, àlbum que es va vendre en més de 250.000 còpies, i va rebre la certificació d'or i platí. Per promocionar Pur și simplu, Holograf va començar a fer gires per Romania durant cinquanta dies. El 10 d'octubre de 2006, Holograf va llançar un nou àlbum anomenat "Taina". El disc conté 10 cançons noves, i el primer senzill que es promociona des de l'àlbum es diu "Ești atât de frumoasă" (You are so beautiful). El 10 de juliol de 2009, Holograf va rebre una certificació d'or de la UPFR per a la venda de discos del disc "Primăvara incepe cu tine". Holograf va actuar en cinc edicions del Golden Stag Festival, el 1993, 1997, 2001, 2005 i 2009, i diverses vegades al Festival Mamaia des del 1987 i al Festival Callatis.
La cançó Holograf "Cât de departe" (en català: Com de lluny) es va fer molt popular a les emissores de ràdio romaneses, entre el 2010 i el 2015.

## Membres
- Mihai Pocorschi - guitarra, veu principal, cors (1977–1986)
- Ștefan Rădescu - veu principal (1977-1982)
- Eugen Sonia - baix (1977–1981)
- Cristian Lesciuc - guitarra (1977–1978)
- Dan Ionescu - guitarra (1977–1978)
- Lucian Rusu - bateria (1977)
- Ionel 'Boris' Petrov - bateria (1977–1978)
- Emilian 'Edi' Petroșel - bateria, cors (1978 – actualitat)
- Cornel Stănescu - guitarra, cors (1978-1982)
- Antoniu 'Tino' Furtună - teclats, piano, cors (1978 – actualitat)
- George 'Gică' Petrineanu - baix (1981-1982, 1984)
- Nikos Temistocle - baix (1983-1984)
- Sorin Ciobanu - guitarra (1983-1984)
- Gabriel Cotabiță - veu principal (1983–1985)
- Mihai 'Marty' Popescu - baix (1984–1987)
- Dan Bittman - veu principal (1985-actualitat)
- Ion 'Nuțu' Olteanu - guitarra, cors (1986-1990)
- Iulian 'Mugurel' Vrabete - baix, cors (1987 – actualitat)
- Florin Ochescu - guitarra (1990-1993)
- Romeo Dediu - guitarra, cors (1993 – actualitat)
- Marius Bațu - guitarra acústica, cors (col·laborador 1996 – actualitat)
- Emil Soumah - percussió, harmònica (col·laborador 2000-actualitat)
- Mihai Coman: teclats, guitarra, cors, so (col·laborador 2001–2017)

## Discografia

### Àlbums d’estudi
- Holograf 1 (LP, Electrecord, 1983)
- Holograf 2 (LP / MC, Electrecord, 1987)
- Holograf III (LP / MC, Electrecord, 1988)
- Banii vorbesc (LP / MC, Electrecord, 1991)
- World Full of Lies (CD, Capitan Records Company, 1993; reeditat el 2013)
- Stai în poala mea (LP / CD / MC, Electrecord, 1995)
- Supersonic (CD / MC, MediaPro Music, 1998; reeditat el 2000)
- Holografica (CD / MC, MediaPro Music, 2000)
- Pur și simple (CD / MC, Holograf Production & Roton, 2003; reeditat el 2013)
- Taina (CD / MC, Holograf Production & Roton, 2006; reeditat el 2013)
- Love Affair (CD, MediaPro Music, 2012)
- Life Line (CD / LP, MediaPro Music i Universal Music România, 2015)

### Àlbums en directe
- 69% Unplugged - Live (CD / MC, Zone Records, 1996; reeditat el 2001)
- En directe - Vinarte (CD promocional, Producció d’Holograf i Vinarte, 2005)
- Patria Unplugged (CD, MediaPro Music, 2011)

### Individuals i maxi-singles
- Holograf Patru (maxi-single, Electrecord, 1990)
- World Full of Lies (single, Electrecord, 1991)
- Viața are gust (single promocional, MediaPro Music i Coca-Cola, 2001)
- Pierd înălțimea din ochii tăi (single, MediaPro Music, 2019)
- N-ai de ce să pleci (single, MediaPro Music, 2020)

### Recopilacions
- Undeva departe (CD / MC, MediaPro Music, 1999; reeditat el 2000)
- Best of Holograf - Dimineață în altra viață (CD / MC, MediaPro Music, 2002)
- Balade (CD promocional, Roton i City Park, 2008)
- Primăvara incepe cu tine (CD, MediaPro Music, 2009)
- Muzică de col·lecció, Vol. 104 (2xCD, Jurnalul Național, 2009)
- Fericirea comença acasă! (CD promocional, MediaPro Music & Millennium Bank, 2010)

### Àlbums de vídeo
- O noapte cu Holograf (DVD, Producció Holograf, 2004; reeditat el 2013)
- Pur și simple (DVD, Producció Holograf, 2004)
- Concert Taina (DVD, Producció Holograf i Roton, 2009)
- Patria Unplugged (DVD, MediaPro Music, 2011)

### Altres llançaments
- Formacions de música pop 3 (LP, Electrecord, 1979) - àlbum col·lectiu, el tema "Lungul drum al zilei a noapte"
- Dincolo de nori (maxi-single, Metro Records România, 1994) - publicat com a àlbum en solitari per Dan Bittman

### Llibres
- Carmen Olaru - Holograf: Să nu-mi iei niciodată dragostea. . . (Nemira, Bucarest, 2002)

## Premis i nominacions
| Curs | Premi                    | Categoria    | Per a               | Resultat | Referències |
| ---- | ------------------------ | ------------ | ------------------- | -------- | ----------- |
| 2004 | MTV Romania Music Awards | Millor cançó | "Dragostea mea"     | Nominat  | [ 20 ]      |
| 2004 | MTV Romania Music Awards | Millor grup  | Holograf            | Nominat  | [ 20 ]      |
| 2007 | MTV Romania Music Awards | Millor pop   | "Ești așa frumoasă" | Nominat  | [ 21 ]      |
| 2007 | MTV Romania Music Awards | Millor àlbum | Taina               | Nominat  | [ 21 ]      |

- Premi a l'excel·lència dels Romanian Media Music Awards el 2013.[2]
- Millor artista de pop-rock i millor cançó de pop-rock a la Gala dels premis Radio Romania Music del 2014 per "Morning dew"[4]
- Nominació al premi de música romanesa al millor rock i al millor grup 2014 per Holograf ft Antonia - Intoarce-te acasa[22]